# Hydrobase Saint-Louis

i7
i11
i13
Die Hydrobase Saint-Louis war ein wichtiger Stützpunkt der Compagnie générale aéropostale für Zwischenlandungen im Luftpostverkehr von Frankreich über Afrika nach Südamerika und lag bei Saint-Louis, der Hauptstadt der damaligen französischen Kolonie Senegal. Er lag wenige Kilometer südlich der Île de Saint-Louis im Unterlauf des Flusses Senegal am Ufer der Landzunge Langue de Barbarie, die den Fluss vom Atlantik trennt.
Von hier aus startete Jean Mermoz am 12. Mai 1930 mit dem Wasserflugzeug Comte de la Vaulx zum ersten Flug über den Südatlantik nach Natal (Brasilien) mit 130 kg Post an Bord.
Wenn auch die Nutzung als Luftpostbasis längst Geschichte ist, so wird diese doch lebendig gehalten mit dem Namen der Straße, die hierher führt, der Route de l’Hydrobase und mit dem Namen von Touristenhotels, die hier liegen sowie mit einem Denkmal für Jean Mermoz.
Anstatt einer Luftpostbasis ist nun ein kleiner Fischereihafen entstanden.